# VM i cykelcross 2023
Verdensmesterskaberne i cykelcross 2023 var den 74. udgave af VM i cykelcross. Mesterskabet fandt sted 3. til 5. februar 2023 i den hollandske by Hoogerheide i provinsen Noord-Brabant.

## Resultater
| Event          | Guld | Guld       | Sølv | Sølv  | Bronze | Bronze   |
| -------------- | --- | ---------- | --- | ----- | --- | -------- |
| Herrer         | |            | |       | |          |
| Herrer elite   | Mathieu van der Poel (NED)                                                                                          | 1t 07' 20" | Wout van Aert (BEL)                                                                                      | + 0"  | Eli Iserbyt (BEL) | + 12"    |
| Herrer U23     | Thibau Nys (BEL) | 50' 42"    | Tibor Del Grosso (NED)                                                                                   | + 4"  | Witse Meeussen (BEL) | + 4"     |
| Herrer junior  | Léo Bisiaux (FRA)                                                                                                   | 43' 48"    | Senna Remijn (NED)                                                                                       | + 11" | Yordi Corsus (BEL) | + 17"    |
| Damer          | |            | |       | |          |
| Damer elite    | Fem van Empel (NED)                                                                                                 | 54' 42"    | Puck Pieterse (NED)                                                                                      | + 39" | Lucinda Brand (NED) | + 1' 11" |
| Damer U23      | Shirin van Anrooij (NED)                                                                                            | 45' 53"    | Zoe Bäckstedt (GBR)                                                                                      | + 33" | Kristýna Zemanová (CZE)                                                                                                  | + 1' 32" |
| Damer junior   | Isabella Holmgren (CAN)                                                                                             | 42' 13"    | Ava Holmgren (CAN)                                                                                       | + 20" | Célia Gery (FRA) | + 47"    |
| Blandet        | |            | |       | |          |
| Blandet stafet | Holland · Lauren Molengraaf · Leonie Bentveld · Fem van Empel · Guus van den Eijnden · Tibor Del Grosso · Ryan Kamp | 42' 05"    | Storbritannien · Cat Ferguson · Zoe Bäckstedt · Anna Kay · Oliver Akers · Joseph Blackmore · Thomas Mein | + 31" | Belgien · Xaydée Van Sinaey · Julie Brouwers · Marion Norbert-Riberolle · Antoine Jamin · Joran Wyseure · Laurens Sweeck | + 33"    |